# Itochu
Itochu (яп. 伊藤忠商事株式会社 ито:тю: сё:дзи кабусики-гайся, TYO: 8001) — японский универсальный торговый дом со штаб-квартирой в Токио, входит в «большую пятёрку» японских торговых домов и в число 500 крупнейших компаний мира.

## История

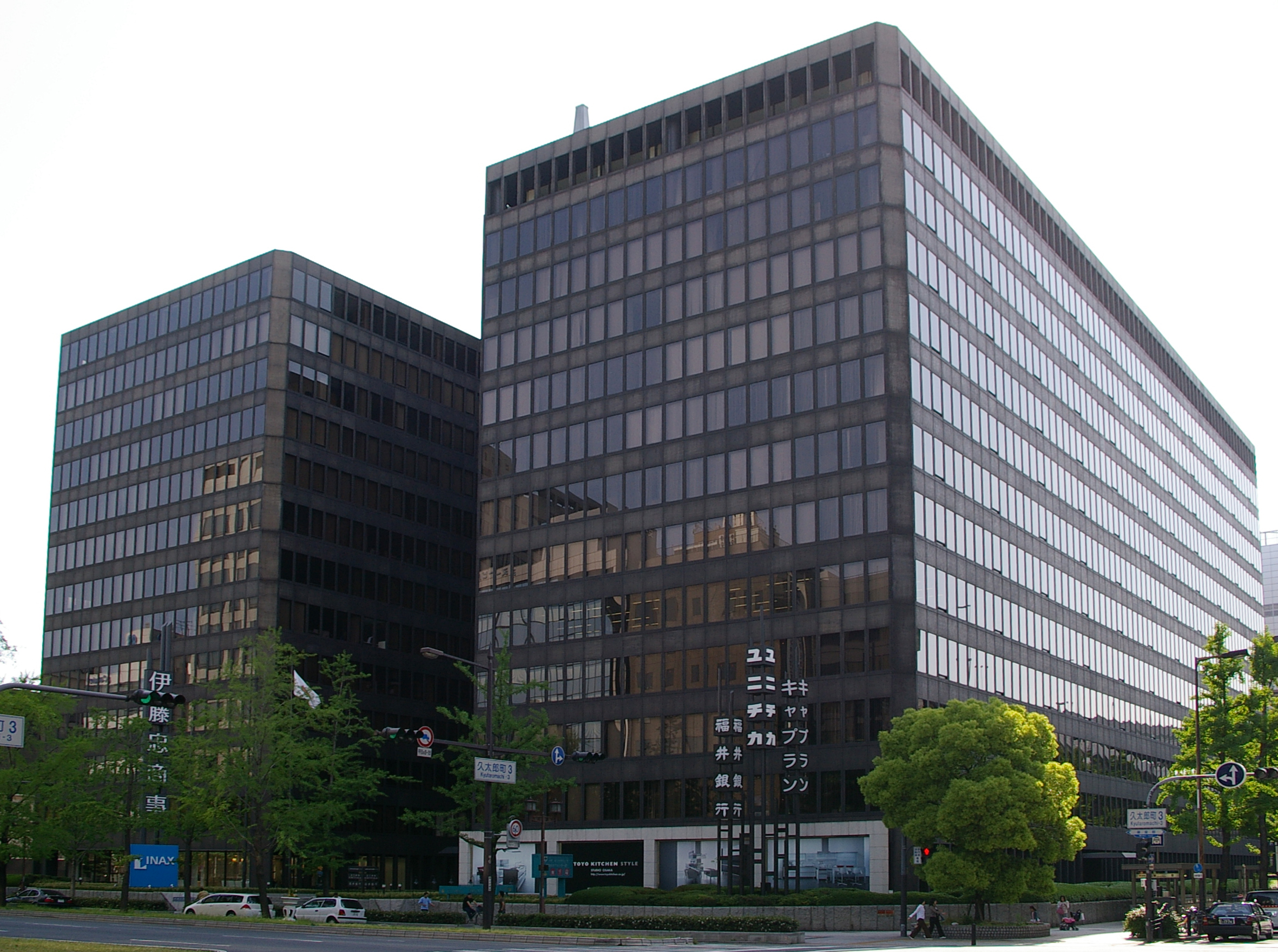
Офис в Осаке (левое здание)

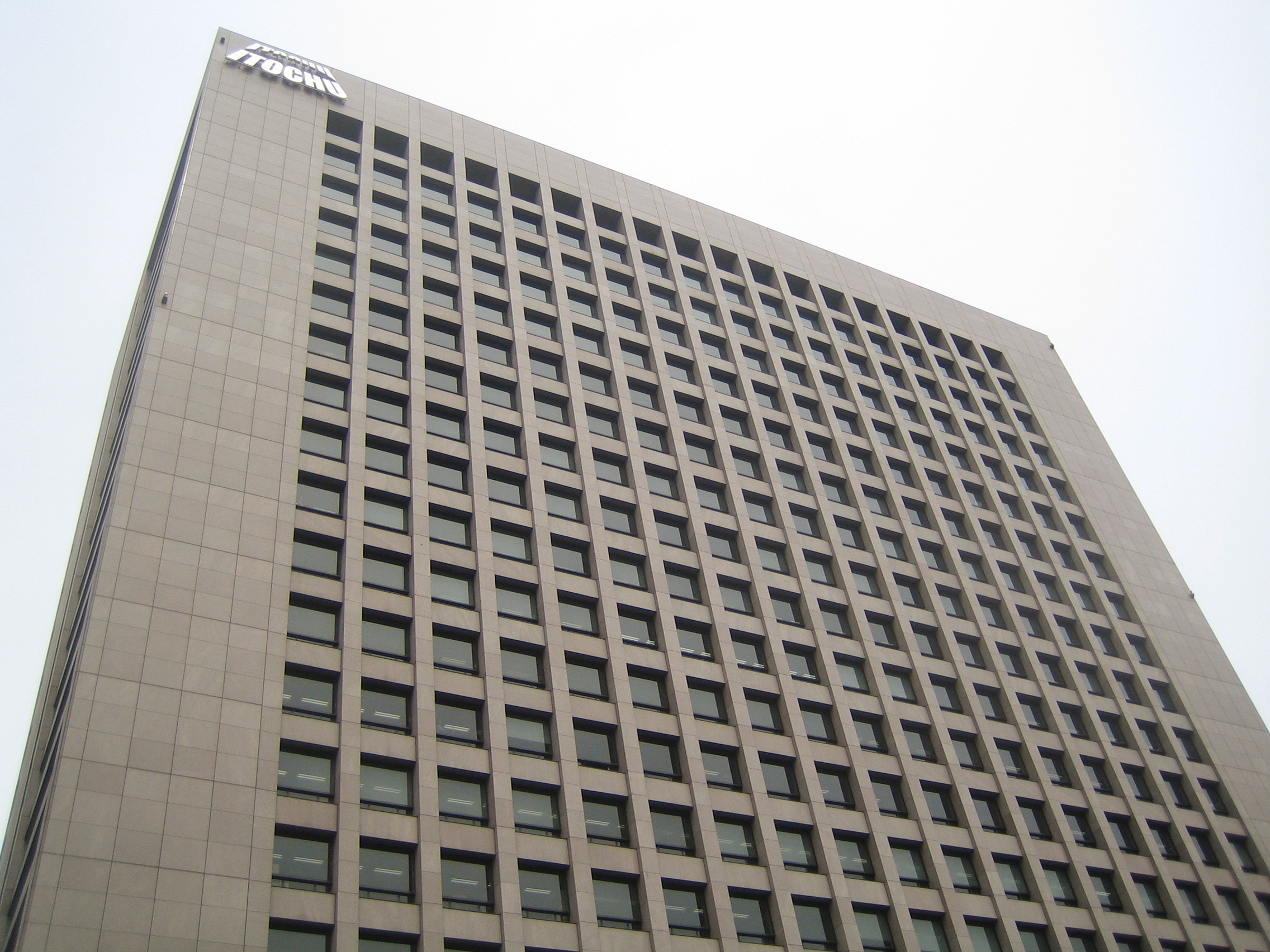
Головной офис Itochu в Токио

Основана в 1858 году выходцем из региона Кансай Ито Тюбэем, начавшим бизнес в возрасте 15 лет с торговли льняным полотном и открывшим магазин кимоно. Начав с розничной торговли, компания развивалась как органически, так и путём слияний и поглощений, к началу XX века превратилась в крупную международную структуру, занимающуюся производством, торговлей и инвестициями.
С 1995 года компания участвует в проекте Сахалин-1 как инвестор через капитал «Содэко».
В конце 1980-х компания становится крупнейшим японским торговым домом. Это время отмечено значительными успехами компании, в частности, участием в запуске первого коммерческого вещательного спутника Японии JCSAT-1. Под влиянием кризиса японского «мыльного пузыря» в 1990-х годов и связанных с ним крупных убытков, компания меняет структуру управления, формируя крупные отраслевые дивизионы.
В 1996 году компания входит в проект разработки глубоководных нефтяных месторождений ACG (Азери, Чираг и Гюнешли) в Азербайджане («Контракт века»), впоследствии участвует в строительстве нефтепровода Баку — Тбилиси — Джейхан. В начале 2000-х годов участвовала в строительстве газопровода «Голубой поток».
По состоянию на 2010 год компания объединяет 625 бизнес-единиц и офисов в 68 странах мира.

## Отраслевые компании
Компания разделена на 8 отраслевых компаний:
- текстильная[7];
- производство машин и оборудования[8];
- металлы и материальные ресурсы[9];
- энергетика и химическая промышленность[10];
- пищевая промышленность[11];
- универсальные продукты и недвижимость[12];
- информационно-коммуникационные технологии и финансы[13];
- восьмая компания[14].